# Off-the-Record Messaging
Off-the-Record Messaging (OTR, deutsch inoffizielle, vertrauliche, nicht für die Öffentlichkeit bestimmte Nachrichtenübermittlung) ist ein Protokoll zur Nachrichtenverschlüsselung beim Instant Messaging. Es regelt die laufende Aktualisierung und Verwaltung kurzlebiger Sitzungsschlüssel.
Im Gegensatz zur Übertragung verschlüsselter Nachrichten mit OpenPGP (oder in seltenen Fällen auch mittels X.509-Zertifikat) kann man beim Off-the-Record Messaging später nicht mehr feststellen, ob ein bestimmter Schlüssel von einer bestimmten Person genutzt wurde (Prinzip der glaubhaften Abstreitbarkeit, englisch plausible deniability). Dadurch lässt sich nach Beenden der Unterhaltung von niemandem (auch keinem der beiden Kommunikationspartner) beweisen, dass einer der Kommunikationspartner eine bestimmte Aussage gemacht hat.
Umgesetzt wird dieses Prinzip durch kombinierte Verwendung des symmetrischen Kryptoverfahrens Advanced Encryption Standard (AES), des Diffie-Hellman-Schlüsselaustauschs und der kryptographischen Hashfunktion SHA-1. Es stehen eine Programmbibliothek und zahlreiche Instant-Messaging-Programme zur Verfügung, welche das Protokoll entweder direkt oder über Zusatzmodule nutzen können.

## Ziele des Projektes
In den Statuten des Projektes sind die folgenden vier Eckpfeiler definiert:
Verschlüsselung (Encryption)Niemand kann die Nachrichten mitlesen.
Beglaubigung (Authentication)Man kann sich sicher sein, dass der Empfänger derjenige ist, für den man ihn hält.
Abstreitbarkeit (Deniability)Verschlüsselte Nachrichten enthalten keine elektronische Signatur. Es ist also möglich, dass jemand Nachrichten nach einer Konversation so fälscht, dass sie von einem selbst zu stammen scheinen. Während eines Gespräches kann der Empfänger aber gewiss sein, dass die empfangenen Nachrichten authentisch und unverändert sind.
Folgenlosigkeit (Perfect Forward Secrecy)Wenn der (langlebige) private Schlüssel einem Dritten in die Hände fällt, hat dies keine Auswirkung auf die Kompromittierung bisher getätigter Gespräche: Die Gespräche können damit nicht nachträglich entschlüsselt werden.

## Technische Umsetzung
Der folgende Abschnitt stellt vereinfacht die Funktion des OTR-Protokolls in Version 2 dar.

### Überblick
Während ihrer Kommunikation miteinander wählen Alice und Bob private Schlüssel {\displaystyle x_{1},x_{2},\ldots } beziehungsweise {\displaystyle y_{1},y_{2},\ldots }. Jeweils zwei, zum Beispiel {\displaystyle x_{i}} und {\displaystyle y_{j}}, werden zur Erzeugung eines gemeinsamen Geheimnisses {\displaystyle s} mittels des Diffie-Hellman-Schlüsselaustauschs verwendet. Aus diesem Geheimnis {\displaystyle s} werden die Schlüssel {\displaystyle K_{\text{AES}}} und {\displaystyle K_{\text{MAC}}} berechnet.
{\displaystyle K_{\text{AES}}} dient zur Verschlüsselung jeder Nachricht mittels Advanced Encryption Standard (AES) im Counter Mode. Dadurch wird die symmetrische Blockchiffre AES zur Stromchiffre.
Zur anfänglichen Authentifizierung verwenden Alice und Bob digitale Signaturen, wodurch sie sich während der Unterhaltung sicher sein können, mit wem sie kommunizieren. {\displaystyle K_{\text{MAC}}} dient zur Authentifizierung einer einzelnen Nachricht mittels der Streuwertfunktion SHA-1 (Secure Hash Algorithm 1), die als Message Authentication Code (MAC) verwendet wird.
Beim Senden von Nachrichten werden neue private Schlüssel {\displaystyle x_{i+1}} beziehungsweise {\displaystyle y_{j+1}} und die dazugehörigen AES- und MAC-Schlüssel erzeugt. Die nicht mehr verwendeten privaten Schlüssel werden gelöscht, damit Alice nicht mehr mit ihren Nachrichten in Verbindung gebracht werden kann. Dies führt aber auch dazu, dass Alice nachträglich weder ihre eigenen noch die Nachrichten von Bob lesen kann. Zudem werden nicht mehr verwendete MAC-Schlüssel veröffentlicht, so dass jede andere Person die Nachrichten von Alice hätte signieren können.
Für den Diffie-Hellman-Schlüsselaustausch werden eine 1536-Bit-Primzahl {\displaystyle p} und eine Primitivwurzel {\displaystyle g} modulo {\displaystyle p} mit {\displaystyle 2\leq g\leq p-2} benötigt. Alle Exponentiationen erfolgen dann modulo dieser Primzahl.

### Initialisierung
Zu Beginn eines Gesprächs müssen initiale Schlüssel ausgetauscht werden und die Authentizität der Gesprächsteilnehmer überprüft werden, das heißt Alice und Bob müssen sich jeweils sicher sein, mit wem sie kommunizieren. Dies verhindert, dass Alice beispielsweise anstatt mit Bob mit der Angreiferin Eve einen Schlüsselaustausch durchführt. Der ganze Vorgang wird Authenticated Key Exchange (AKE) genannt und mit dem SIGMA-Protokoll umgesetzt:
1. Alice und Bob wählen private Schlüssel {\displaystyle x_{1}} respektive {\displaystyle y_{1}} (min. 320 Bit lang), tauschen die dazugehörigen öffentlichen Schlüssel {\displaystyle g^{x_{1}}} beziehungsweise {\displaystyle g^{y_{1}}} aus und erhalten durch das Diffie-Hellman-Verfahren ein gemeinsames Geheimnis {\displaystyle s=\left(g^{x_{1}}\right)^{y_{1}}=\left(g^{y_{1}}\right)^{x_{1}}=g^{x_{1}\cdot y_{1}}}.
2. Mittels {\displaystyle s} kann nun ein sicherer Kanal geschaffen werden, über den sich jeder Kommunikationsteilnehmer mit Hilfe einer digitalen Signatur gegenüber dem anderen authentifiziert. Derzeit unterstützt OTR nur den Digital Signature Algorithm.

Zwischendurch wird die Verbindung möglichst immer mit AES verschlüsselt und einzelne Nachrichten mittels SHA-256-HMAC authentifiziert.

### Senden einer Nachricht
Angenommen, Alice möchte an Bob die Nachricht {\displaystyle M} schicken. Sie führt dabei folgende Schritte aus:
1. Alice wählt ihren letzten von Bob empfangenen Diffie-Hellman-Schlüssel {\displaystyle x_{i}}. Dabei gilt der Schlüssel von Bob als empfangen, wenn dieser {\displaystyle g^{x_{i}}} für eine Nachricht verwendet hat, die Alice empfangen hat oder {\displaystyle g^{x_{i}}} zuvor mittels AKE (siehe Abschnitt zuvor) ausgetauscht wurde, was offensichtlich nur im Fall {\displaystyle i=1} sein kann.
2. Falls {\displaystyle x_{i}} Alices neuester Diffie-Hellman-Schlüssel ist, erzeugt sie zufällig einen neuen Schlüssel {\displaystyle x_{i+1}} von mindestens 320 Bit Länge.
3. Sei {\displaystyle g^{y_{j}}} der letzte empfangene Diffie-Hellman-Schlüssel von Bob. Als empfangen gilt hier der Schlüssel wieder, wenn Bob diesen der letzten Nachricht beigefügt hat (siehe weiter unten) oder er mittels AKE ausgetauscht wurde.
4. Das gemeinsame Diffie-Hellman-Geheimnis kann nun (modulo {\displaystyle p}) als {\displaystyle s:=\left(g^{y_{j}}\right)^{x_{i}}} berechnet werden.
5. Berechne den AES-Schlüssel {\displaystyle K_{\text{AES}}:=H(s)}, wobei {\displaystyle H(s)} die ersten 128 Bit des SHA-1-Hashwerts von {\displaystyle s} bezeichnet. {\displaystyle s} wurde zuvor in ein bestimmtes Datenformat gebracht und um ein Byte erweitert.
6. Berechne den MAC-Schlüssel {\displaystyle K_{\text{MAC}}} als den 160-Bit-SHA-1-Hashwert von {\displaystyle K_{\text{AES}}}.
7. Für den später verwendeten Counter Mode wird ein Zähler {\displaystyle c} benötigt, der so gewählt wird, dass das Tripel {\displaystyle (i,j,c)} während des gesamten Nachrichtenaustauschs mit Bob nie doppelt vorkommt.
8. Die Nachricht {\displaystyle M} wird nun mithilfe des AES-Algorithmus im Counter Mode verschlüsselt. Als Schlüssel dienen dazu {\displaystyle K_{\text{AES}}} und der eben gewählte Zähler {\displaystyle c}. Die so verschlüsselte Nachricht heiße {\displaystyle N}.
9. Die verschlüsselte Nachricht {\displaystyle N}, {\displaystyle i,j,c}, {\displaystyle g^{x_{i+1}}} und einige kryptographisch unwichtige Teile wie die Versionsnummer des Protokolls werden zu {\displaystyle T} zusammengefasst und davon der Message Authentication Code {\displaystyle MAC_{K_{\text{MAC}}}(T)} unter Verwendung des Schlüssels {\displaystyle K_{\text{MAC}}} berechnet. Hierbei bezeichne {\displaystyle MAC_{K_{\text{MAC}}}} den Keyed-Hash Message Authentication Code (HMAC) unter Verwendung der Hashfunktion SHA-1 und des Schlüssels {\displaystyle K_{\text{MAC}}}.
10. {\displaystyle T,MAC_{K_{\text{MAC}}}(T)} und alle nicht mehr verwendeten MAC-Schlüssel werden an Bob über einen unsicheren Kanal geschickt.

### Empfangen einer Nachricht
Bob empfängt die weiter oben erzeugten Daten von Alice und führt folgende Schritte durch:
1. Bob hat entweder {\displaystyle g^{x_{i}}} bereits durch eine alte Nachricht von Alice oder per AKE erhalten. Dadurch kann er dasselbe Diffie-Hellman-Geheimnis durch {\displaystyle s:=\left(g^{x_{i}}\right)^{y_{j}}=g^{x_{i}\cdot y_{j}}=\left(g^{y_{j}}\right)^{x_{i}}} berechnen, wobei {\displaystyle i} und {\displaystyle j} die in {\displaystyle T} enthaltenen Indizes bezeichnen.
2. Ebenso kann er wie Alice {\displaystyle K_{\text{AES}}} und {\displaystyle K_{\text{MAC}}} berechnen.
3. Mithilfe von {\displaystyle K_{\text{MAC}}} berechnet er {\displaystyle MAC_{K_{\text{MAC}}}(T)} und vergleicht den erhaltenen Wert mit dem von Alice übermittelten. Dadurch ist die Authentizität der Nachricht geprüft und gegen einen Mittelsmannangriff geschützt.
4. Mithilfe von {\displaystyle K_{\text{AES}}} und {\displaystyle c}, welches in dem durch Alice versandten {\displaystyle T} enthalten ist, entschlüsselt er die Nachricht {\displaystyle N} mit dem AES-Algorithmus in Counter Mode und erhält {\displaystyle M} zurück. Dies funktioniert, da AES symmetrisch ist, also zum Ver- und Entschlüsseln denselben Schlüssel {\displaystyle (K_{\text{AES}},c)} verwendet.

### Überprüfung der Ziele
Verschlüsselung (Encryption)Das verwendete Kryptosystem AES wurde eingehenden kryptoanalytischen Prüfungen unterzogen und gilt als praktisch berechnungssicher.
Beglaubigung (Authentication)Mittels AKE und digitalen Signaturen kann sich Bob (auch zu einem späteren Zeitpunkt) sicher sein, dass Alice den öffentlichen Schlüssel {\displaystyle g^{x_{1}}} gewählt hat. Da mithilfe dieses Schlüssels die nächste Nachricht und damit auch der nächste Schlüssel {\displaystyle g^{x_{2}}} signiert wird, kann sich Bob auch bei allen darauf folgenden Nachrichten der Identität seines Gesprächspartners sicher sein.
Abstreitbarkeit (Deniability)Alice verwendet ihre digitale Signatur nur zu Beginn des Gesprächs. Alle nachfolgenden Nachrichten werden mit den MAC-Schlüsseln {\displaystyle K_{\text{MAC}}} signiert. Da zum Erzeugen der MAC-Schlüssel das gemeinsame Geheimnis {\displaystyle s} benötigt wird, kann sich Bob sicher sein, dass Alice die Nachricht signiert hat. Jedoch kann er dies niemand anderem beweisen, da genauso er die Nachricht hätte signieren können. Hinzu kommt, dass durch die Veröffentlichung nicht mehr verwendeter MAC-Schlüssel niemand mehr die Authentizität der Nachrichten überprüfen kann, da jeder sie hätte signieren können. Nur Bob kann sich sicher sein, dass Alice die Nachricht geschickt hat, da zum Zeitpunkt des Empfangs nur sie beide den dazugehörigen MAC-Schlüssel kennen. Durch die Verwendung einer digitalen Signatur zum Beginn des Gesprächs kann jedoch niemand abstreiten, dass ein Gespräch stattgefunden hat.
Folgenlosigkeit (Perfect Forward Secrecy)Verliert Alice ihren langlebigen privaten Schlüssel, so kann daraus keiner der kurzlebigen privaten Schlüssel {\displaystyle x_{1},x_{2},\ldots } hergeleitet werden, da diese nie veröffentlicht und kurz nach ihrer Verwendung gelöscht wurden. Da nur diese kurzlebigen privaten Schlüssel zum Verschlüsseln und Signieren der Nachrichten verwendet wurden, ist trotz des Verlusts des langlebigen privaten Schlüssels das Gespräch nicht kompromittiert worden.
Ein weiteres Sicherheitskonzept ist die Fälschbarkeit. Durch die zur Verschlüsselung verwendete Stromchiffre (AES im Counter Mode), bei der der Klartext einfach mit einem XOR verknüpft wird, um den Geheimtext zu erhalten, kann bei erfolgreichem Erraten eines Teils des Klartexts der Angreifer den Geheimtext so modifizieren, dass dieser Teil sich zu einem beliebigen Text entschlüsselt. Dies verringert nicht die Sicherheit, da Bob sich durch das Signieren der Nachricht mit dem MAC-Schlüssel sicher sein kann, dass die verfälschte Nachricht nicht von Alice stammt. Im Nachhinein kann aber der Angreifer diese Nachricht signieren, da der zugehörige MAC-Schlüssel veröffentlicht wurde. So wird erschwert, dass Alice durch den Inhalt einer Nachricht mit ihr in Verbindung gebracht werden kann, da nachträglich die Nachricht für jeden signierbar und beschränkt modifizierbar ist.

### Kryptoanalyse
Eine computergestützte Kryptoanalyse des Protokolls in der Version 2 wurde von der Stanford University durchgeführt, wobei mehrere Schwachstellen entdeckt wurden: Durch einen Mittelsmannangriff ist es möglich, auf eine ältere Version des Protokolls (zum Beispiel Version 1) zu wechseln, um so deren Schwachstellen auszunutzen. Weiterhin ist die Abstreitbarkeit im starken Sinne, das heißt, dass jeder eine Nachricht hätte signieren können, bei einem Angreifer mit vollständiger Kontrolle über das Netzwerk nicht mehr gegeben. Dieser kann die veröffentlichten MAC-Schlüssel durch zufällige Daten ersetzen, wodurch es anderen nicht mehr möglich ist, mit diesen Schlüsseln Nachrichten gültig zu signieren.
Zudem haben die Autoren einen Angriff bei der Authentifizierung im AKE gefunden, der jedoch entdeckt werden kann und keine weitreichenden Folgen nach sich zieht.

## Verfügbarkeit

### Referenzimplementierung
Als Referenzimplementierung des Protokolls steht von den beiden Entwicklern, Ian Goldberg und Nikita Borisov, eine Programmbibliothek namens libotr zur Verfügung. Sie ist als freie Software auch im Quelltext veröffentlicht und unter den Bedingungen der GNU Lesser General Public License (LGPL) lizenziert. Mit der Bibliothek wird ein Toolkit zum Fälschen von Nachrichten geliefert. Die Entwickler stellen auch ein Plugin für Pidgin zur Verfügung. Letztere unterstehen beide den Bedingungen der GNU General Public License (GPL).

### Native Unterstützung
Die folgenden Clients unterstützen Off-the-Record Messaging nativ. Das schließt ein, dass man mit ihnen OTR mit allen implementierten Instant-Messaging-Protokollen verwenden kann (zum Beispiel OSCAR, XMPP, MSN und YIM). Eine weitere Liste mit Programmen findet sich auf der Website der Entwickler.

#### Fester Bestandteil
- Adium (macOS)
- BitlBee (plattformunabhängig), ab Version 3.0 (optional einstellbar zur Kompilierzeit)
- ChatSecure (iOS)[3]
- climm (Linux/Unix) unterstützt es direkt seit 0.5.4
- IM+ (Android/iOS)[4]
- Jitsi (früher SIP Communicator) (plattformunabhängig)
- LoquiIM (Firefox OS)[5]
- MCabber (Linux, mehrere BSD-Derivate, OS X) unterstützt OTR direkt seit 0.9.4[6]
- monocles chat[7], unterstützt seit 2022
- Phonix Viewer[8] (plattformunabhängig), ein Betrachter für das Spiel Second Life, unterstützt OTR-Diskussionen innerhalb des Spiels
- qutIM (plattformunabhängig) seit 0.3.1[9]
- Rocket.Chat (plattformunabhängig)[10]
- SecuXabber (Android) unterstützt OTR nativ (Beta)[11]
- Spark (plattformunabhängig)[12]
- Xabber (Android) unterstützt OTR nativ seit 0.9.27 (nur XMPP)[13]

#### Plugin
- Gajim (plattformunabhängig) hat ab Version 0.15 ein Plugin[14]
- Irssi (plattformunabhängig) hat ein Plugin[15]
- Kopete (Linux/Unix) hat ein (ab Version 0.50.80/KDE 4.1 offizielles) Plugin
- Miranda IM (Windows) hat ein Plugin[16]
- Miranda NG (Windows) hat ein Plugin[17]
- Mozilla Thunderbird ab Version 68[18] mit der OTR Bibliothek[19]
- Pidgin (plattformunabhängig) hat ein offizielles Plugin[20]
- Psi (plattformunabhängig) hat ein inoffizielles Plugin,[21] in Psi+[22] kann dieses (unter Linux) nativ verwendet werden
- Vacuum IM (Linux/Windows)[23]
- WeeChat (plattformunabhängig) hat ein Plugin[24]
- XChat (plattformunabhängig) hat ein Plugin[25]

### Proxy
Zunächst wurde auch ein Proxy entwickelt, der die Nutzung mit dem OSCAR-Protokoll (AIM/ICQ) ermöglichen sollte, auch wenn der Chatclient selbst OTR nicht unterstützt. Die Software wird seit 2005 nicht mehr weiterentwickelt und der Hersteller rät von der Benutzung ab.

## Geschichte
OTR wurde von Nikita Borisov, Ian Avrum Goldberg und Eric A. Brewer 2004 beim „Workshop on Privacy in the Electronic Society“ (WPES) als Verbesserung gegenüber dem OpenPGP- und dem S/MIME-System vorgestellt.
Am 21. November 2004 wurde die erste Version 0.8.0 der Referenzimplementierung veröffentlicht.
2005 wurde von Mario Di Raimondo, Rosario Gennaro und Hugo Krawczyk eine Analyse vorgestellt, die auf mehrere Schwachstellen aufmerksam machte und Korrekturen dazu vorschlug, darunter insbesondere eine Sicherheitslücke beim Schlüsselaustausch. Daraufhin wurde 2005 Version 2 des OTR-Protokolls veröffentlicht, die eine Variation der vorgeschlagenen Modifikation umsetzt, die zusätzlich die öffentlichen Schlüssel verbirgt. Zusätzlich wurde für Chatsysteme mit begrenzter Nachrichtengröße die Möglichkeit zur Fragmentierung von OTR-Nachrichten eingeführt und eine einfachere Überprüfungsmöglichkeit gegen Mittelsmannangriffe ohne den Abgleich von Schlüsselprüfsummen implementiert. Dabei kann über das Sozialistische-Millionäre-Protokoll das Wissen um ein beliebiges gemeinsames Geheimnis genutzt werden, bei welchem auch eine relativ niedrige Entropie tolerierbar ist.
2012 wurde Version 3 des Protokolls veröffentlicht. Als Maßnahme gegen fortwährenden Neuaufbau einer Sitzung mit mehreren konkurrierenden Chat-Clients, die gleichzeitig auf dieselbe Benutzeradresse angemeldet sind, wurde in Version 3 eine genauere Kennung der Sender- und Empfänger-Client-Instanz eingeführt. Außerdem wird ein zusätzlicher Schlüssel ausgehandelt, der für einen weiteren Datenkanal genutzt werden kann.
Zur Unterstützung mehrerer Gesprächsteilnehmer wurden mehrere Systeme vorgeschlagen. Ein 2007 von Jiang Bian, Remzi Seker und Umit Topaloglu vorgeschlagenes Verfahren nutzte das System eines Teilnehmers als „virtuellen Server“. Das 2009 veröffentlichte Verfahren „Multi-party Off-the-Record Messaging“ (mpOTR) kam ohne zentrale Organisationsinstanz aus und wurde von Ian Goldberg et al. in Cryptocat eingeführt.
2013 wurde in TextSecure das Axolotl-Protokoll eingeführt, das auf OTR Messaging und dem Silent Circle Instant Messaging Protocol (SCIMP) basiert. Es brachte als zentrales Zusatzmerkmal die Unterstützung asynchroner Kommunikation („Offline-Nachrichten“), sowie außerdem bessere Resilienz bei gestörter Nachrichtenreihenfolge und simplere Unterstützung mehrerer Gesprächsteilnehmer.
Das 2015 in Conversations eingeführte OMEMO integriert Axolotl in das Instant-Messaging-Protokoll XMPP („Jabber“) und ermöglicht nunmehr auch Dateiübertragungen abzusichern. Es wurde im Herbst 2015 bei der XMPP Standards Foundation zur Standardisierung eingereicht.

## Socialist-Millionaires'-Protokoll
Das Socialist-Millionaires'-Protokoll (SMP) ermöglicht, den sonst out of band stattfindenden Vergleich der Fingerprints der öffentlichen Schlüssel durch ein shared Secret zu ersetzen.

## Weitere Einsatzbereiche
- Apple iCloud-Schlüsselbund benutzt das OTR-Protokoll zur Datenübertragung von User-ID und Passwörtern von Apple-Gerät zu Apple-Gerät.[35]